# Liste von Tunneln in Deutschland

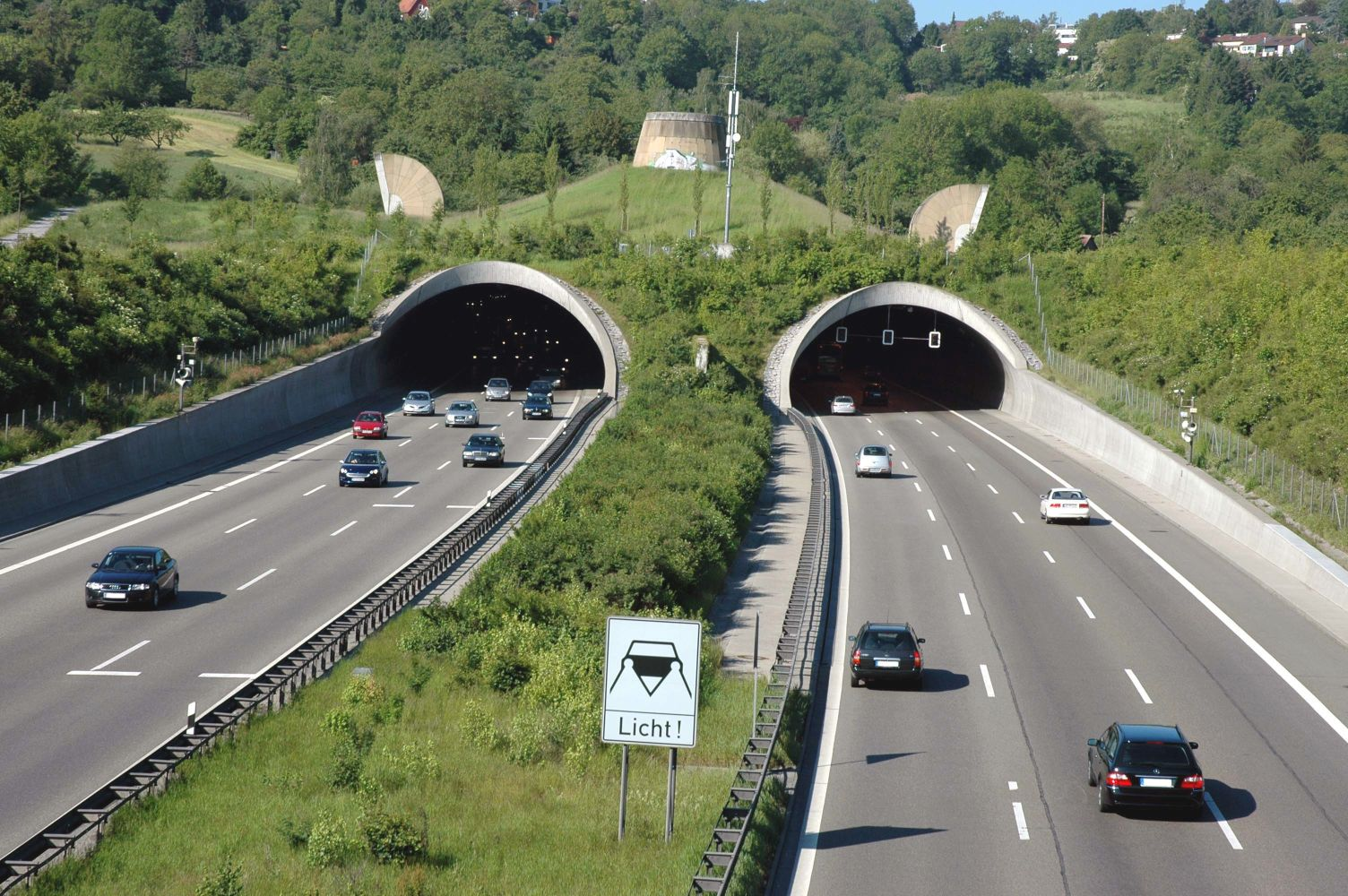
Nordportal des Engelbergbasistunnels (Juni 2006)

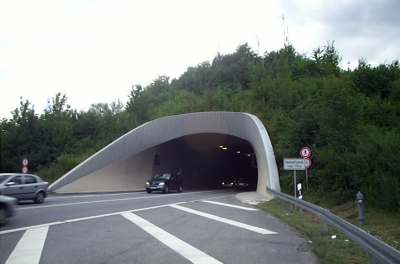
Der längste einröhrige Straßentunnel Deutschlands außerhalb der Alpen: Der Saukopftunnel zwischen Birkenau (Hessen) und Weinheim (Baden-Württemberg)

Diese unvollständige Liste von Tunneln in Deutschland umfasst Tunnel ab einer Länge von 10 m. Sie ist nach Bundesländern geordnet.

## Baden-Württemberg

### Straßentunnel

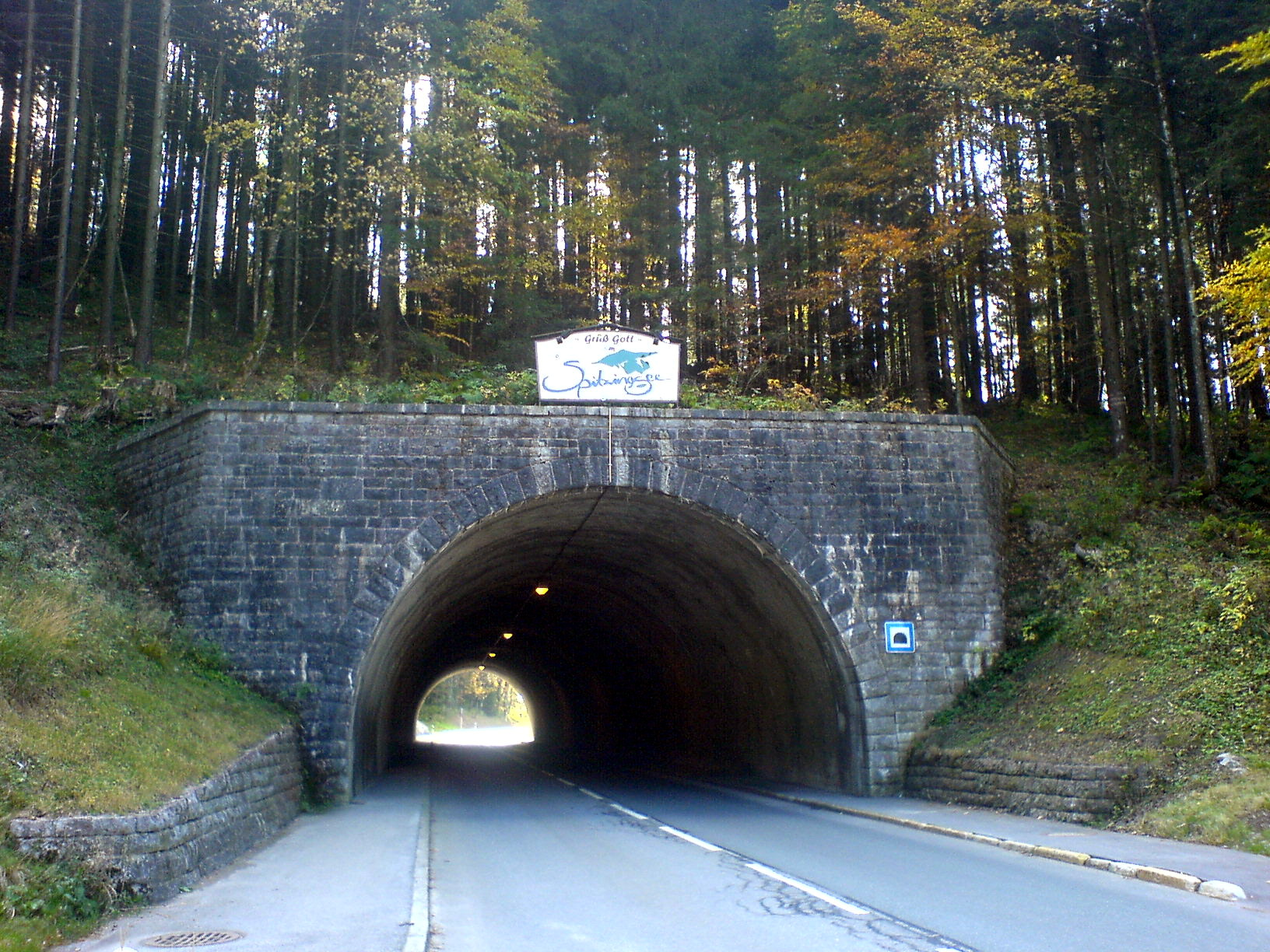

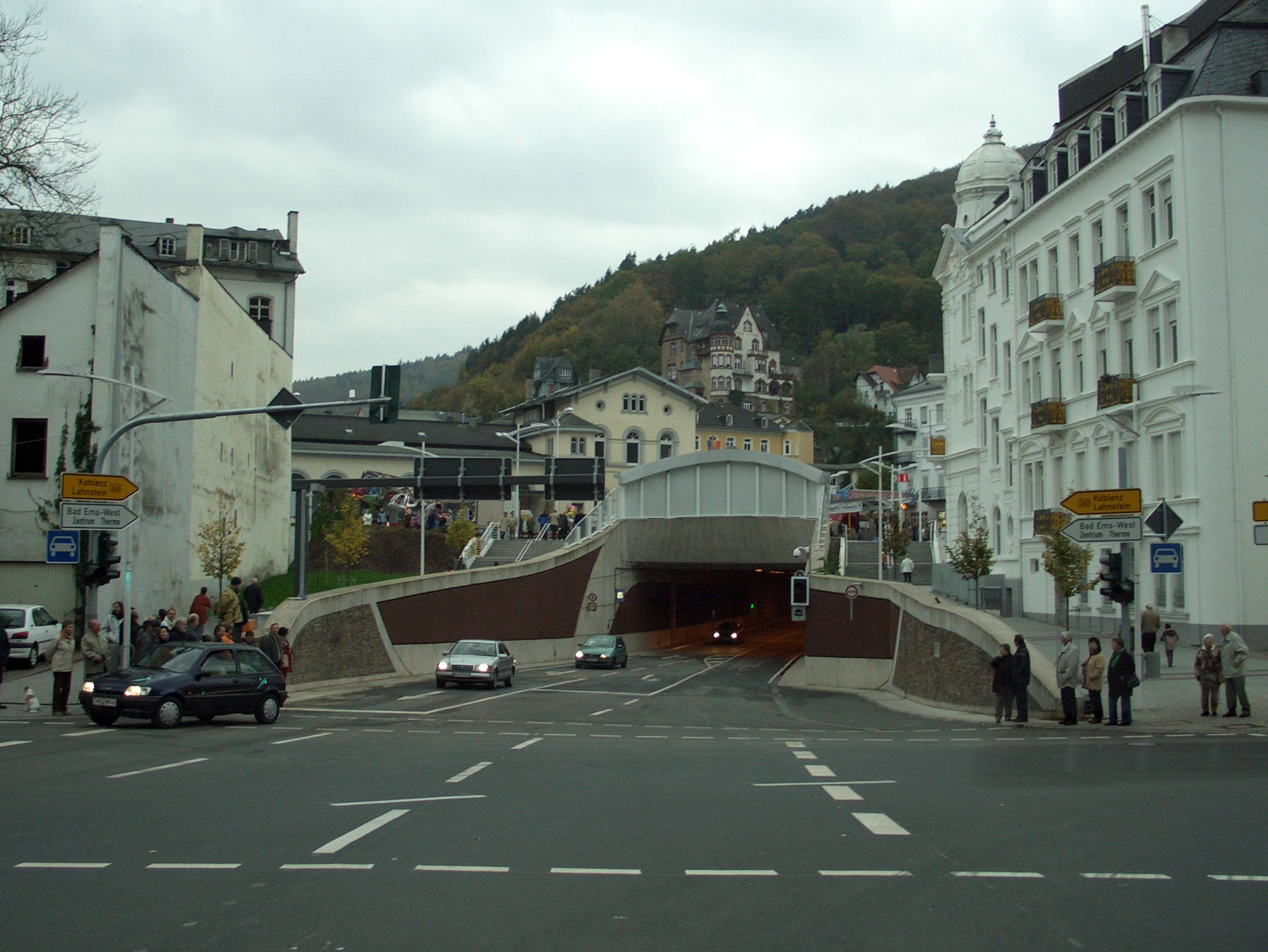
Malbergtunnel bei Bad Ems

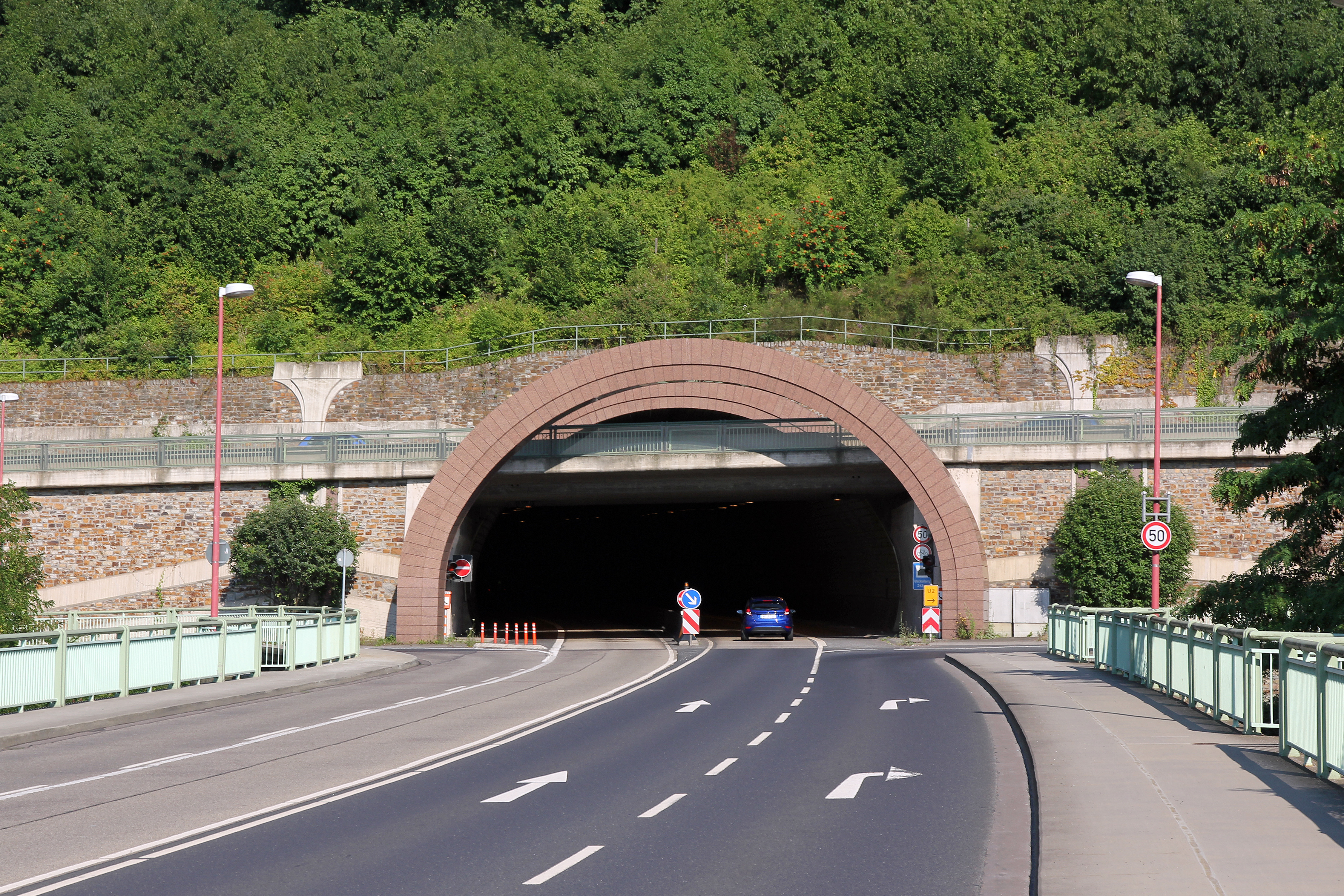
Glockenbergtunnel bei Koblenz

| Name                         | Länge     | Regierungsbezirk/Region                                         | Anmerkungen/Besonderheiten            |
| ---------------------------- | --------- | --------------------------------------------------------------- | ------------------------------------- |
| Saukopftunnel                | 2715 m    | Regierungsbezirk Karlsruhe                                      | 1,35 km in Hessen                     |
| Michaelstunnel               | 2544 m    | Regierungsbezirk Karlsruhe                                      |                                       |
| Engelbergtunnel              | 2530 m    | Regierungsbezirk Stuttgart                                      | Engelbergbasistunnel der A81 von 1999 |
| Heslacher Tunnel             | 2300 m    | Stuttgart-Süd                                                   |                                       |
| Gmünder Einhorn-Tunnel       | 2200 m    | Regierungsbezirk Stuttgart                                      |                                       |
| Wattkopftunnel               | 1950 m    | bei Ettlingen; Regierungsbezirk Karlsruhe                       |                                       |
| Hornberg-Tunnel              | 1884 m    | B 33 bei Hornberg; Regierungsbezirk Karlsruhe                   |                                       |
| Meisterntunnel               | 1684 m    | Bad Wildbad im Regierungsbezirk Karlsruhe                       |                                       |
| Kappelbergtunnel             | 1585 m    | Fellbach/Stuttgart                                              |                                       |
| Tunnel Gernsbach             | 1527 m    | Landkreis Rastatt; Regierungsbezirk Karlsruhe                   |                                       |
| Bürgerwaldtunnel             | 1435 m    | Landkreis Waldshut; Regierungsbezirk Freiburg                   |                                       |
| Tunnel Nollinger Berg        | 1268 m    | Landkreis Lörrach; Regierungsbezirk Freiburg                    |                                       |
| Reutherbergtunnel            | 1256 m    | Ortenaukreis; Regierungsbezirk Freiburg                         |                                       |
| Kappler Tunnel               | 1230 m    | Freiburg im Breisgau                                            |                                       |
| Feuerbacher Tunnel           | 1200 m    | B 295; Stuttgart-Feuerbach                                      |                                       |
| Ursulabergtunnel             | 1180 m    | Pfullingen                                                      |                                       |
| Hugenwaldtunnel              | 1135 m    | Regierungsbezirk Freiburg                                       |                                       |
| Schützenalleetunnel          | 932 m     | Freiburg im Breisgau                                            |                                       |
| Schlossbergtunnel Heidelberg | 916 m     | Regierungsbezirk Karlsruhe                                      |                                       |
| Wagenburgtunnel              | 824 m     | Stuttgart                                                       |                                       |
| Pragsatteltunnel             | 720 m     | siehe: Stuttgart-Prag                                           |                                       |
| Schlossbergtunnel Tübingen   | 290 m     | B 296; Tübingen                                                 |                                       |
| Schönbuchtunnel              | 626 m     | Nufringen und Herrenberg, Schönbuch; Regierungsbezirk Stuttgart |                                       |
| Tunnel Hölzern               | 462/470 m | Landkreis Heilbronn; A 81; Regierungsbezirk Stuttgart           |                                       |

#### Tempolimit
Als bisher einziges Bundesland hat Baden-Württemberg in seinen doppelröhrigen Straßen- und Autobahntunneln mit wenigen Ausnahmen ein Tempolimit von 100 km/h. In den anderen Bundesländern gilt bisher 80 km/h. Seit 2007 erhöht der Freistaat Bayern, seit 2008 Nordrhein-Westfalen in den entsprechenden Tunneln das Tempolimit sukzessive von 80 km/h auf 100 km/h.

### Eisenbahntunnel

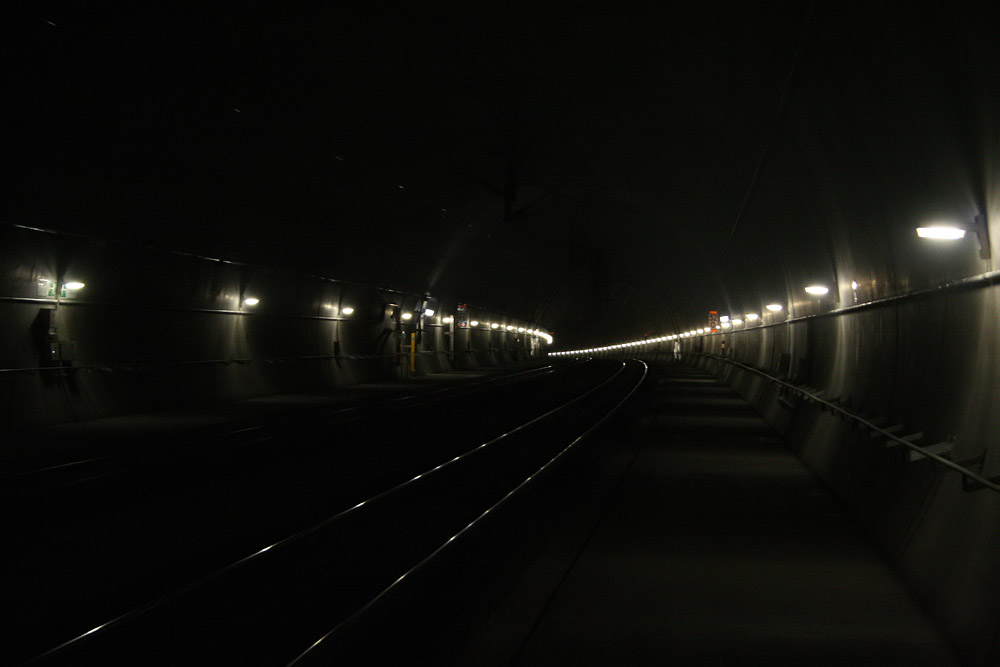
Der Euerwangtunnel ist der drittlängste Eisenbahntunnel in Deutschland und wurde mit einem künstlichen Dachprofil trassiert

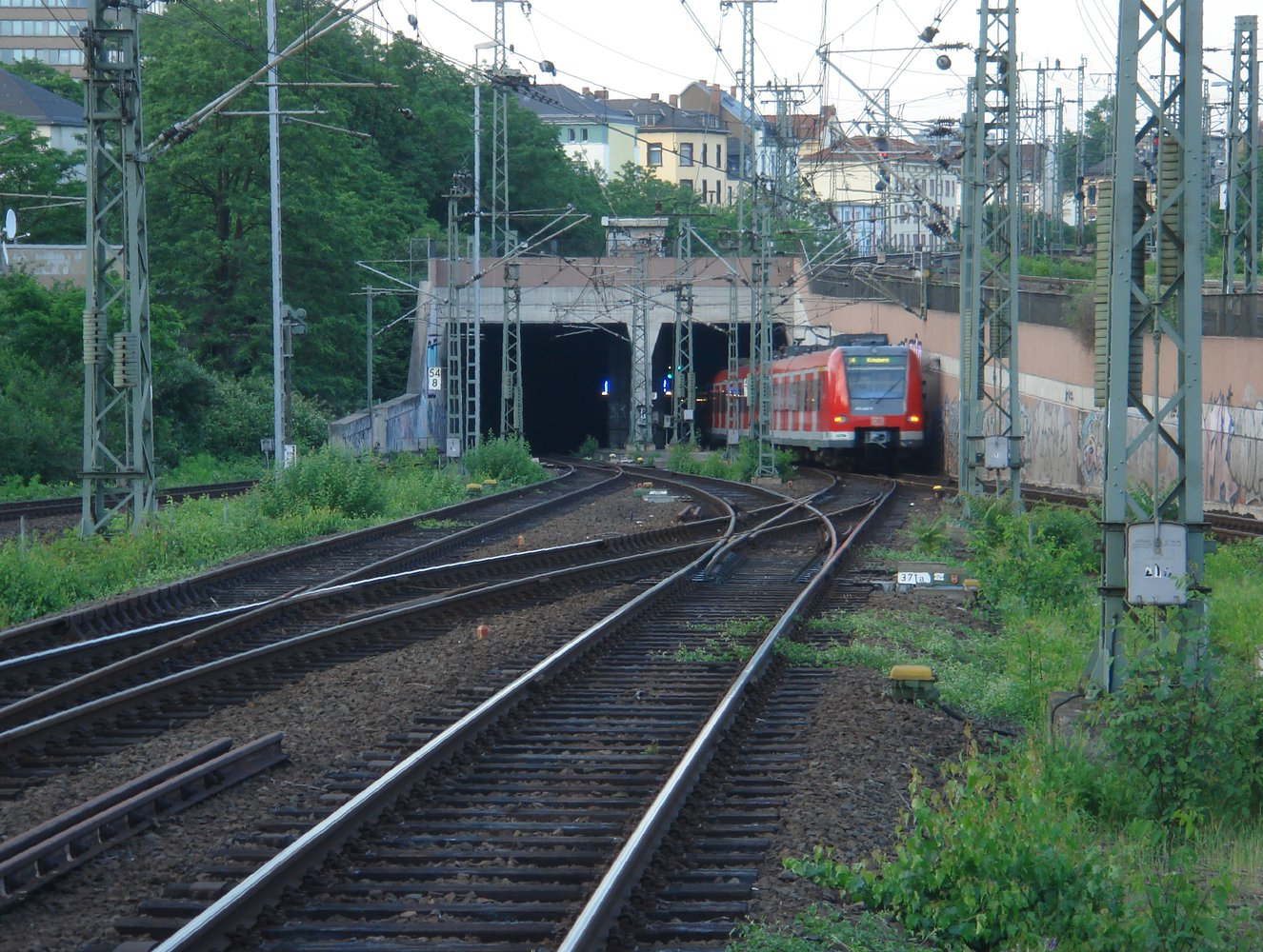
Südliche Einfahrt des City-Tunnel in Frankfurt

| Name                                            | Bahnstrecke                               | Länge        | Anmerkungen/Besonderheiten            |
| ----------------------------------------------- | ----------------------------------------- | ------------ | ------------------------------------- |
| Schlossbergtunnel Tübingen                      | Ammertalbahn                              | 288 m        |                                       |
| Katzenbergtunnel                                | Ausbau- und Neubaustrecke Karlsruhe–Basel | 9.385 m      |                                       |
| Tunnel Rastatt                                  | Ausbau- und Neubaustrecke Karlsruhe–Basel | 4.270 m      | im Bau                                |
| Pforzheimer Tunnel                              | Bahnstrecke Karlsruhe–Mühlacker           | 903 m        |                                       |
| Rosensteintunnel                                | Filstalbahn                               | 331 m        |                                       |
| Pragtunnel                                      | Frankenbahn                               | 680 m        |                                       |
| Berghautunnel                                   | Bahnstrecke Stuttgart–Horb                | 200 m        |                                       |
| Hasenbergtunnel                                 | Bahnstrecke Stuttgart–Horb                | 258 m        |                                       |
| Kriegsbergtunnel                                | Bahnstrecke Stuttgart–Horb                | 579 m        |                                       |
| Tierstein-Tunnel                                | Bahnstrecke Plochingen–Immendingen        | 656 m        |                                       |
| Königstuhltunnel                                | Neckartalbahn                             | 2486 m       |                                       |
| Lorettotunnel                                   | Höllentalbahn (Schwarzwald)               | 514 m        |                                       |
| Sternwaldtunnel                                 | Höllentalbahn (Schwarzwald)               | 302 m        |                                       |
| Falkensteintunnel                               | Höllentalbahn (Schwarzwald)               | 72 m         |                                       |
| Unterer Hirschsprungtunnel                      | Höllentalbahn (Schwarzwald)               | 121 m        |                                       |
| Oberer Hirschsprungtunnel                       | Höllentalbahn (Schwarzwald)               | 69 m         |                                       |
| Kehre-Tunnel                                    | Höllentalbahn (Schwarzwald)               | 203 m        |                                       |
| Ravennatunnel                                   | Höllentalbahn (Schwarzwald)               | 47 m         |                                       |
| Finsterranktunnel                               | Höllentalbahn (Schwarzwald)               | 248 m        |                                       |
| Löffeltaltunnel                                 | Höllentalbahn (Schwarzwald)               | 82 m         |                                       |
| Finsterbühltunnel                               | Höllentalbahn (Schwarzwald)               | 166 m        |                                       |
| Hörnletunnel                                    | Höllentalbahn (Schwarzwald)               | 220 m        |                                       |
| Setzetunnel                                     | Höllentalbahn (Schwarzwald)               | 104 m        |                                       |
| Kapftunnel                                      | Höllentalbahn (Schwarzwald)               | 203 m        |                                       |
| Dögginger Tunnel                                | Höllentalbahn (Schwarzwald)               | 535 m        |                                       |
| Hüfinger Tunnel                                 | Höllentalbahn (Schwarzwald)               | 15 m         |                                       |
| Brötzinger Tunnel                               | Nagoldtalbahn                             | 405 m        |                                       |
| Weißenstein-Tunnel                              | Nagoldtalbahn                             | 371 m        |                                       |
| Zelgenbergtunnel                                | Nagoldtalbahn                             | 561 m        |                                       |
| Rudersbergtunnel                                | Nagoldtalbahn                             | 471 m        |                                       |
| Schlossbergtunnel                               | Nagoldtalbahn                             | 280 m        |                                       |
| Kengeltunnel                                    | Nagoldtalbahn                             | 226 m        |                                       |
| Wildberger Tunnel                               | Nagoldtalbahn                             | 253 m        |                                       |
| Bettenbergtunnel                                | Nagoldtalbahn                             | 166 m        |                                       |
| Hochdorfer Tunnel                               | Nagoldtalbahn                             | 1557 m       |                                       |
| Fildertunnel                                    | Neubaustrecke Stuttgart–Wendlingen        | 9.468 m      | im Bau                                |
| Altenbergtunnel                                 | Schnellfahrstrecke Mannheim–Stuttgart     | 220 m        |                                       |
| Burgbergtunnel                                  | Schnellfahrstrecke Mannheim–Stuttgart     | 1115 m       |                                       |
| Forster Tunnel                                  | Schnellfahrstrecke Mannheim–Stuttgart     | 1727 m       |                                       |
| Freudensteintunnel                              | Schnellfahrstrecke Mannheim–Stuttgart     | 6800 m       |                                       |
| Tunnel Langes Feld                              | Schnellfahrstrecke Mannheim–Stuttgart     | 4632 m       |                                       |
| Marksteintunnel                                 | Schnellfahrstrecke Mannheim–Stuttgart     | 2782 m       |                                       |
| Neuenbergtunnel                                 | Schnellfahrstrecke Mannheim–Stuttgart     | 762 m        |                                       |
| Pfingstbergtunnel                               | Schnellfahrstrecke Mannheim–Stuttgart     | 5380 m       |                                       |
| Pulverdinger Tunnel                             | Schnellfahrstrecke Mannheim–Stuttgart     | 1878 m       |                                       |
| Rollenbergtunnel                                | Schnellfahrstrecke Mannheim–Stuttgart     | 3303 m       |                                       |
| Saubuckeltunnel                                 | Schnellfahrstrecke Mannheim–Stuttgart     | 403 m        |                                       |
| Simonsweingartentunnel                          | Schnellfahrstrecke Mannheim–Stuttgart     | 420 m        |                                       |
| Wilfenbergtunnel                                | Schnellfahrstrecke Mannheim–Stuttgart     | 1006 m       |                                       |
| Forsttunnel                                     | Württembergische Schwarzwaldbahn          | 696 m        |                                       |
| Hirsauer Tunnel (auch Welzbergtunnel genannt)   | Württembergische Schwarzwaldbahn          | 554 m        |                                       |
| Hasenbergtunnel                                 | Verbindungsbahn                           | 5500 m (ca.) |                                       |
| Tunnel der Verbindungsbahn der S-Bahn Stuttgart | Verbindungsbahn                           | 8.788 m      | längster S-Bahn-Tunnel Deutschlands   |
| Kehrtunnel im Weiler                            | Wutachtalbahn                             | 1.205 m      |                                       |
| Tunnel bei Grimmelshofen                        | Wutachtalbahn                             | 225 m        |                                       |
| Kleiner Tunnel in der Stockhalde                | Wutachtalbahn                             | 85,5 m       |                                       |
| Großer Stockhalde-Kehrtunnel                    | Wutachtalbahn                             | 1.700 m      | einziger Kreiskehrtunnel Deutschlands |
| Tunnel am Achdorfer Weg                         | Wutachtalbahn                             | 540 m        |                                       |
| Buchbergtunnel                                  | Wutachtalbahn                             | 805 m        |                                       |
| Eisenbergtunnel                                 | Badische Schwarzwaldbahn                  | 792 m        |                                       |
| Farrenheldtunnel                                | Badische Schwarzwaldbahn                  | 313 m        |                                       |
| Forellentunnel                                  | Badische Schwarzwaldbahn                  | 64 m         |                                       |
| Gaislochtunnel                                  | Badische Schwarzwaldbahn                  | 54 m         |                                       |
| Glasträgertunnel I                              | Badische Schwarzwaldbahn                  | 23 m         |                                       |
| Glasträgertunnel II                             | Badische Schwarzwaldbahn                  | 43 m         |                                       |
| Glasträgertunnel III                            | Badische Schwarzwaldbahn                  | 18 m         |                                       |
| Gremmelsbachtunnel                              | Badische Schwarzwaldbahn                  | 912 m        |                                       |
| Großer Triberger Tunnel                         | Badische Schwarzwaldbahn                  | 835 m        |                                       |
| Großhaldetunnel                                 | Badische Schwarzwaldbahn                  | 327 m        |                                       |
| Grundwaldtunnel                                 | Badische Schwarzwaldbahn                  | 381 m        |                                       |
| Gummambstunnel                                  | Badische Schwarzwaldbahn                  | 365 m        |                                       |
| Hippensbachtunnel                               | Badische Schwarzwaldbahn                  | 365 m        |                                       |
| Hohenackertunnel                                | Badische Schwarzwaldbahn                  | 41 m         |                                       |
| Hohnentunnel                                    | Badische Schwarzwaldbahn                  | 327 m        |                                       |
| Kleiner Triberger Tunnel                        | Badische Schwarzwaldbahn                  | 92 m         |                                       |
| Krähenlochtunnel                                | Badische Schwarzwaldbahn                  | 224 m        |                                       |
| Kurzenbergtunnel                                | Badische Schwarzwaldbahn                  | 324 m        |                                       |
| Letschenbergtunnel                              | Badische Schwarzwaldbahn                  | 129 m        |                                       |
| Losbachtunnel                                   | Badische Schwarzwaldbahn                  | 185 m        |                                       |
| Möhringer Tunnel                                | Badische Schwarzwaldbahn                  | 180 m        |                                       |
| Mühlhaldetunnel                                 | Badische Schwarzwaldbahn                  | 64 m         |                                       |
| Niederwassertunnel                              | Badische Schwarzwaldbahn                  | 558 m        |                                       |
| Obergießtunnel                                  | Badische Schwarzwaldbahn                  | 175 m        |                                       |
| Rebbergtunnel                                   | Badische Schwarzwaldbahn                  | 53 m         |                                       |
| Röllerwaldtunnel                                | Badische Schwarzwaldbahn                  | 162 m        |                                       |
| Schieferhaldetunnel                             | Badische Schwarzwaldbahn                  | 93 m         |                                       |
| Seelenwaldtunnel I                              | Badische Schwarzwaldbahn                  | 48 m         |                                       |
| Seelenwaldtunnel II                             | Badische Schwarzwaldbahn                  | 69 m         |                                       |
| Seelenwaldtunnel III                            | Badische Schwarzwaldbahn                  | 195 m        |                                       |
| Sommerautunnel                                  | Badische Schwarzwaldbahn                  | 1697 m       |                                       |
| Sommerbergtunnel                                | Badische Schwarzwaldbahn                  | 51 m         |                                       |
| Spärletunnel                                    | Badische Schwarzwaldbahn                  | 80 m         |                                       |
| Steinbistunnel                                  | Badische Schwarzwaldbahn                  | 63 m         |                                       |
| Tannenbühltunnel                                | Badische Schwarzwaldbahn                  | 25 m         |                                       |
| Tannenwaldtunnel                                | Badische Schwarzwaldbahn                  | 166 m        |                                       |
| Tunnel beim 3. Bauer                            | Badische Schwarzwaldbahn                  | 88 m         |                                       |
| Tunnel beim 4. Bauer                            | Badische Schwarzwaldbahn                  | 313 m        |                                       |
| Hattinger Tunnel                                | Badische Schwarzwaldbahn                  | 900 m        |                                       |

### Andere Tunnel
| Name                       | Länge | Tunnelart       |
| -------------------------- | ----- | --------------- |
| Schlossbergtunnel Tübingen | 250 m | Fußgängertunnel |

## Bayern

### Straßentunnel
| Name                                                                 | Länge   | Region                                                      | Anmerkungen/Besonderheiten |
| -------------------------------------------------------------------- | ------- | ----------------------------------------------------------- | -------------------------- |
| Tunnel Deschlberg                                                    | 745 m   | Ortsumgehung Furth im Wald                                  |                            |
| Tunnel Farchant                                                      | 2.390 m | Farchant                                                    |                            |
| Grenztunnel Füssen                                                   | 1.284 m | Füssen                                                      | Teilweise in Österreich    |
| Josef-Deimer-Tunnel                                                  | 1.470 m | Landshut                                                    |                            |
| Tunnel auf der Strecke Schliersee Ort ↔ Gemeindeteil Spitzingsee Ort | 98 m    | Landstraße zwischen Schliersee und Gemeindeteil Spitzingsee |                            |
| Tunnel Neubiberg                                                     | 327 m   |                                                             |                            |
| Tunnel Oberau                                                        | 2.971 m |                                                             |                            |
| Tunnel Pfaffenstein                                                  | 880 m   |                                                             |                            |
| Tunnel Reinertshof                                                   | 645 m   |                                                             |                            |
| Riedbergtunnel                                                       | 810 m   |                                                             |                            |
| Tunnel Schwarzer Berg                                                | 730 m   |                                                             |                            |
| Wendelbergtunnel                                                     | 483 m   |                                                             |                            |
| Tunnel Vötting                                                       | 705 m   | Freising                                                    | Unterquert die Moosach     |

#### Tunnel in München
| Name                          | Länge   |
| ----------------------------- | ------- |
| Allacher Tunnel               | 1030 m  |
| Altstadtringtunnel            | 610 m   |
| Aubinger Tunnel               | 1956 m  |
| Biedersteiner Tunnel          | 300 m   |
| Brudermühltunnel              | 780 m   |
| Candidtunnel                  | 250 m   |
| Effnertunnel                  | 100 m   |
| Tunnel Heckenstallerstraße    | 620 m   |
| Innsbrucker-Ring-Tunnel       | 194 m   |
| Landshuter-Allee-Tunnel       | 360 m   |
| Leuchtenbergring-Unterführung | 167 m   |
| Luise-Kiesselbach-Tunnel      | 1.530 m |
| Petueltunnel                  | 1473 m  |
| Richard-Strauss-Tunnel        | 1.500 m |
| Trappentreutunnel             | 550 m   |

#### Tempolimit
2007 hat Bayern als zweites Bundesland nach Baden-Württemberg begonnen, die Höchstgeschwindigkeit in den doppelröhrigen Autobahn- und Straßentunneln von 80 auf 100 km/h zu erhöhen. Als erstes wurde die Einhausung der A 3 bei Aschaffenburg von 80 auf 100 km/h hochgestuft. Auch die Einhausung Laineck bei Bayreuth im Verlauf der A 9 wurde 2009 bei der Eröffnung für 100 km/h ausgelegt. Der Tunnel Allach wird nach der nächsten turnusgemäßen Wartung folgen. Der Aubinger Tunnel ist sicherheitstechnisch auch bereits für 100 km/h ausgerüstet und soll dementsprechend hochgestuft werden. Ebenfalls auf 100 km/h hochgestuft, sind die Tunnel Eching und Etterschlag im Verlauf der A 96. Diese wurden 2016 und 2017 sicherheitstechnisch auf den neuesten Stand gebracht.

### Eisenbahntunnel
| Name                       | Bahnstrecke                            | Länge   | Anmerkungen/Besonderheiten                                           |
| -------------------------- | -------------------------------------- | ------- | -------------------------------------------------------------------- |
| Dittenbrunntunnel          | Schnellfahrstrecke Hannover–Würzburg   | 824 m   |                                                                      |
| Burgsinntunnel             | Schnellfahrstrecke Hannover–Würzburg   | 729 m   |                                                                      |
| Sinnbergtunnel             | Schnellfahrstrecke Hannover–Würzburg   | 2.159 m |                                                                      |
| Einmalbergtunnel           | Schnellfahrstrecke Hannover–Würzburg   | 1.141 m |                                                                      |
| Mühlbergtunnel             | Schnellfahrstrecke Hannover–Würzburg   | 5.528 m |                                                                      |
| Hanfgartentunnel           | Schnellfahrstrecke Hannover–Würzburg   | 411 m   |                                                                      |
| Hohe Wart-Tunnel           | Schnellfahrstrecke Hannover–Würzburg   | 872 m   |                                                                      |
| Espenlohtunnel             | Schnellfahrstrecke Hannover–Würzburg   | 2.235 m |                                                                      |
| Eichelbergtunnel           | Schnellfahrstrecke Hannover–Würzburg   | 1.869 m |                                                                      |
| Neubergtunnel              | Schnellfahrstrecke Hannover–Würzburg   | 1.946 m |                                                                      |
| Roßbergtunnel              | Schnellfahrstrecke Hannover–Würzburg   | 2.164 m |                                                                      |
| Steinbergtunnel            | Schnellfahrstrecke Hannover–Würzburg   | 579 m   |                                                                      |
| Tunnel Altengronauer Forst | Schnellfahrstrecke Hannover–Würzburg   | 2.353 m |                                                                      |
| Schönraintunnel            | Abzweig Nantenbacher Kurve             | 3.942 m |                                                                      |
| Herrbachtunnel             | Abzweig Nantenbacher Kurve             |         |                                                                      |
| Ständelbergtunnel          | Abzweig Nantenbacher Kurve             |         |                                                                      |
| Rammersbergtunnel          | Abzweig Nantenbacher Kurve             | 1.362 m |                                                                      |
| Göggelsbuchtunnel          | Schnellfahrstrecke Nürnberg–Ingolstadt | 2.288 m |                                                                      |
| Offenbautunnel             | Schnellfahrstrecke Nürnberg–Ingolstadt | 1.333 m |                                                                      |
| Euerwangtunnel             | Schnellfahrstrecke Nürnberg–Ingolstadt | 7.700 m |                                                                      |
| Schellenbergtunnel         | Schnellfahrstrecke Nürnberg–Ingolstadt | 650 m   |                                                                      |
| Irlahülltunnel             | Schnellfahrstrecke Nürnberg–Ingolstadt | 7.260 m |                                                                      |
| Denkendorftunnel           | Schnellfahrstrecke Nürnberg–Ingolstadt | 1.925 m |                                                                      |
| Stammhamtunnel             | Schnellfahrstrecke Nürnberg–Ingolstadt | 1.320 m |                                                                      |
| Geisbergtunnel             | Schnellfahrstrecke Nürnberg–Ingolstadt | 3.289 m |                                                                      |
| Auditunnel                 | Schnellfahrstrecke Nürnberg–Ingolstadt | 1.258 m |                                                                      |
| Burgbergtunnel (Erlangen)  | Bahnstrecke Nürnberg-Bamberg           | 307 m   | ältester Bahntunnel Bayerns                                          |
| Felstortunnel              | Bahnstrecke Regensburg-Nürnberg        | 16 m    | 2010 gesprengt; mit 16 Meter ehemals kürzester Tunnel in Deutschland |
| Schwarzkopftunnel          | Bahnstrecke Würzburg-Aschaffenburg     | 930 m   | 2017 stillgelegt – ersetzt durch den Falkenbergtunnel                |
| Falkenbergtunnel           | Bahnstrecke Würzburg-Aschaffenburg     | 2.623 m | Ersatz für den stillgelegten Schwarzkopftunnel                       |
| Tunnel Oberstaufen         | Bahnstrecke Buchloe-Lindau             | 160 m   |                                                                      |

### Andere Tunnel
| Name                 | Tunnelart     |
| -------------------- | ------------- |
| U-Bahn München       | U-Bahn-Tunnel |
| U-Bahn Nürnberg      | U-Bahn-Tunnel |
| Stammstrecke München | S-Bahn-Tunnel |

## Berlin

### Straßentunnel
- Tunnel Adenauerplatz
- Tunnel Alexanderplatz
- Tunnel Alt-Friedrichsfelde
- Tunnel Altglienicke
- Tunnel Beyschlagsiedlung
- Tunnel Feuerbachstraße
- Tunnel Forstamt Tegel
- Tunnel Flughafen Tegel
- Tunnel Innsbrucker Platz
- Tunnel Ortsteil Britz
- Tunnel Rathenauplatz
- Tunnel Rudower Höhe
- Tunnel Schlangenbader Straße
- Tunnel Tegel Ortskern (TTO)
- Tunnel Tiergarten Spreebogen (TTS)
- Versorgungstunnel Regierungsviertel (Nicht öffentlich)

### Eisenbahn und U-Bahn-Tunnel
| Name                       | Länge    |
| -------------------------- | -------- |
| Nord-Süd-Tunnel der S-Bahn | 5.884 m  |
| Tunnel Nord-Süd-Fernbahn   | 3.453 m  |
| Tunnel der S21 (Berlin)    | im Bau   |
| U-Bahn Berlin              | 155,4 km |

## Brandenburg

### Eisenbahntunnel
| Name                                     | Region                                   | Anmerkungen                                      |
| ---------------------------------------- | ---------------------------------------- | ------------------------------------------------ |
| Tunnel beim Flughafen Berlin Brandenburg | Flughafen Berlin Brandenburg             | S-Bahn- und Fernbahnstrecke (4 Gleisiger Tunnel) |
| Tunnel der Stettiner Bahn                | Unter dem Oder-Havel-Kanal in Eberswalde |                                                  |

### Schiffstunnel
| Name                      | Region                                                                                | Anmerkungen |
| ------------------------- | ------------------------------------------------------------------------------------- | --- |
| Tunnel am Ilsekanal       | Vom Großräschener See zum Sedlitzer See                                               | Stand 2022: Tunnel ist fertig gestellt und für Fuß- und Fahrradverkehr nutzbar. Aufnahme des Schiffsverkehrs mit Erreichen des Endwasserpegels voraussichtlich 2024/2025 |
| Tunnel am Koschener Kanal | Zwischen Senftenberger See und Geierswalder See zur Unterquerung der B 96             | |
| Tunnel am Koschener Kanal | Zwischen Senftenberger See und Geierswalder See zur Unterquerung der Schwarzen Elster | |

## Bremen

### Straßentunnel
| Name                  | Länge  | Anmerkungen |
| --------------------- | ------ | ----------- |
| Hemelinger Tunnel     | 593 m  |             |
| Wesertunnel der A 281 | 1095 m | in Planung  |

## Hamburg

### Straßentunnel
| Name                                  | Länge  |
| ------------------------------------- | ------ |
| Neuer Elbtunnel                       | 3325 m |
| Krohnstiegtunnel                      | 419 m  |
| Alter Elbtunnel (St.–Pauli–Elbtunnel) | 427 m  |
| Wallringtunnel                        | 550 m  |
| Tunnel Sengelmannstraße               |        |
| Tunnel A1 bei Moorfleet               |        |
| Deichtortunnel                        | 130 m  |
| Bustunnel Veddel                      | 220 m  |
| Binsbargtunnel                        |        |
| Alsterkrugchaussee Tunnel             |        |
| Einhausung Holtkoppel                 |        |
| CCH Tunnel                            |        |
| Unterführung A 23, Dreieck NW         |        |
| Unterführung A 23, Eidelstedt         |        |

### Eisenbahntunnel
| Name                       | Länge                                      | Anmerkungen |
| -------------------------- | ------------------------------------------ | ----------- |
| Schellfischtunnel          | 961 m                                      | stillgelegt |
| Flughafen-S-Bahn Hamburg   | 2.637 m (kurzes Teilstück ist Oberirdisch) |             |
| City-S-Bahn-Tunnel         | 5.752 m                                    |             |
| S-Bahn-Tunnel Hauptbahnhof |                                            |             |
| Harburger S-Bahn-Tunnel    |                                            |             |
| U-Bahn Hamburg             | ca. 45.000 m                               |             |

## Hessen

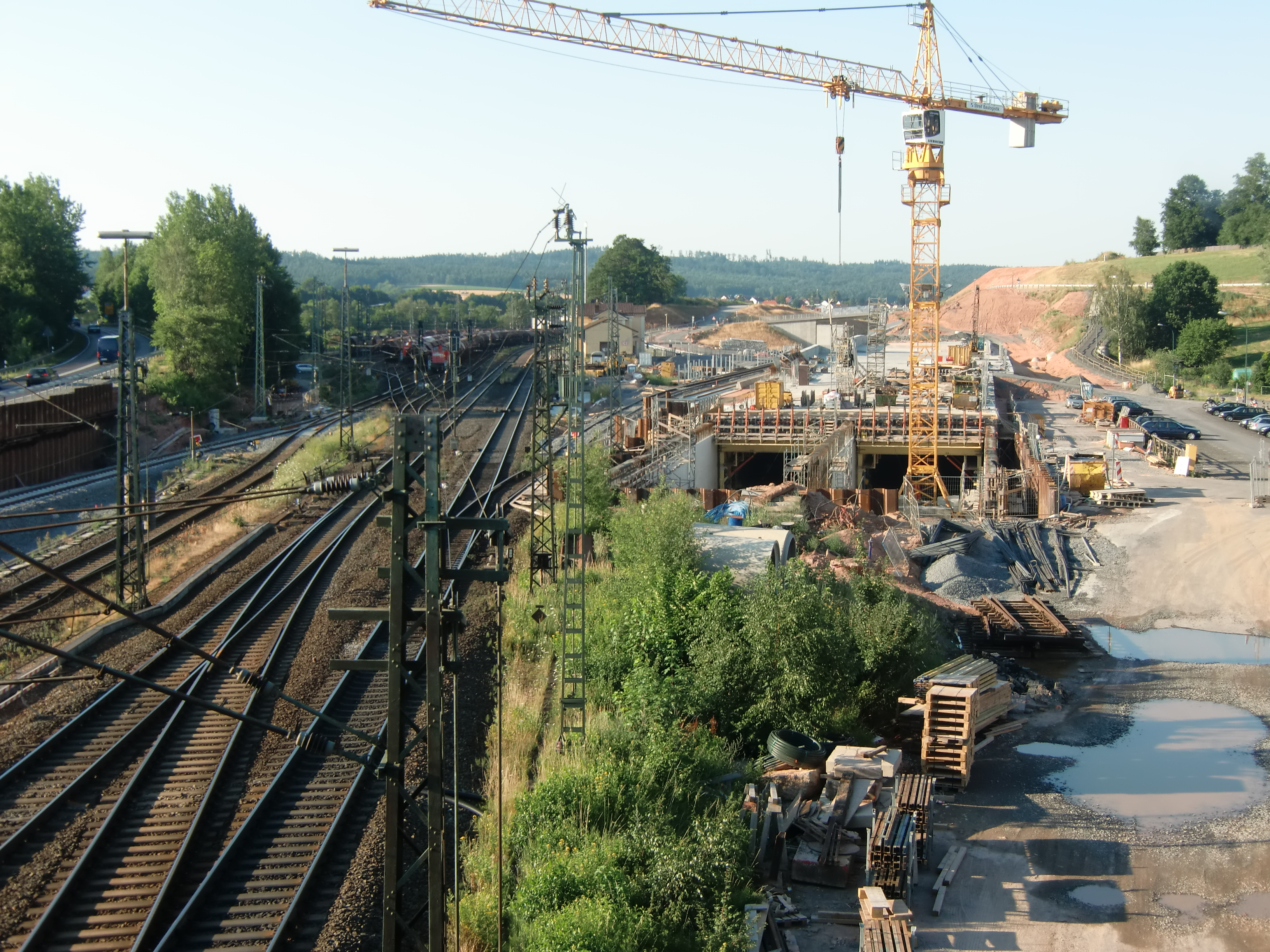
Der Tunnel Neuhof im Bau (Juni 2010)

### Straßentunnel
| Name                         | Länge                             | Anmerkungen                                              |
| ---------------------------- | --------------------------------- | -------------------------------------------------------- |
| Tunnel Neuhof                | 1610 m                            | längster Autobahntunnel Hessens                          |
| Saukopftunnel                | 2715 m                            |                                                          |
| Hopfenbergtunnel             |                                   |                                                          |
| Walbergtunnel                |                                   |                                                          |
| Tunnel Küchen                | 1372 m Nordröhre; 1333 m Südröhre |                                                          |
| Lohbergtunnel                | 1080 m                            |                                                          |
| Schiedetunnel Limburg        | 245 m                             |                                                          |
| Schlossbergtunnel Dillenburg | 782 m                             |                                                          |
| Mühlbergtunnel Weilburg      | 132 m                             |                                                          |
| Tunnel Wetzlar               | 300 m                             |                                                          |
| Theatertunnel                | 415 m                             |                                                          |
| Tunnel Weimarer Straße       | 189 m                             |                                                          |
| Schürzeberg Straßentunnel    | 530 m                             | hier unterquert die B 27 den Eisenbahntunnel Schürzeberg |
| Eichwäldchentunnel Oberursel |                                   |                                                          |

### Eisenbahntunnel
| Name                        | Bahnstrecke                                | Länge         | Anmerkungen                                            |
| --------------------------- | ------------------------------------------ | ------------- | ------------------------------------------------------ |
| Tunnel Elzer Berg           | Schnellfahrstrecke Köln–Rhein/Main         | 1.110 m       | Landesgrenze, Nordportal in Rheinland-Pfalz            |
| Limburger Tunnel            | Schnellfahrstrecke Köln–Rhein/Main         | 2.395 m       |                                                        |
| Idsteintunnel               | Schnellfahrstrecke Köln–Rhein/Main         | 2.069 m       |                                                        |
| Niedernhausener Tunnel      | Schnellfahrstrecke Köln–Rhein/Main         | 2.765 m       |                                                        |
| Hellenbergtunnel            | Schnellfahrstrecke Köln–Rhein/Main         | 552 m         |                                                        |
| Schulwaldtunnel             | Schnellfahrstrecke Köln–Rhein/Main         | 4.500 m       | Längster Tunnel der Schnellfahrstrecke Köln–Rhein/Main |
| Tunnel Breckenheim          | Schnellfahrstrecke Köln–Rhein/Main         | 1.150 m       |                                                        |
| Tunnel Kelsterbacher Spange | Schnellfahrstrecke Köln–Rhein/Main         | 994 m         |                                                        |
| Frankfurter-Kreuz-Tunnel    | Schnellfahrstrecke Köln–Rhein/Main         | 1.886 m       |                                                        |
| Bebenroth-Tunnel            | Bahnstrecke Bebra–Göttingen                | 930 m         |                                                        |
| Cornberger Tunnel           | Bahnstrecke Bebra–Göttingen                | 719 m         |                                                        |
| Schürzeberg-Tunnel          | Bahnstrecke Bebra–Göttingen                | 173 m         |                                                        |
| City-Tunnel Frankfurt       | mehrere Bahnstrecken                       | 5.500/6.000 m |                                                        |
| City-Tunnel Offenbach       | Bahnstrecke Frankfurt Schlachthof–Hanau    | 3.700 m       |                                                        |
| Frau-Nauses-Tunnel          | Odenwaldbahn                               | 1.205 m       |                                                        |
| Krähbergtunnel              | Odenwaldbahn                               | 3.100 m       | längster eingleisiger Eisenbahntunnel Deutschlands     |
| Hasselborner Tunnel         | Bahnstrecke Friedrichsdorf–Albshausen      | 1.300 m       |                                                        |
| Schlüchterner Tunnel        | Kinzigtalbahn                              | 3.575 m       |                                                        |
| Beiseförther Tunnel         | Bahnstrecke Bebra–Baunatal-Guntershausen   |               |                                                        |
| Guxhagener Tunnel           | Bahnstrecke Bebra–Baunatal-Guntershausen   |               |                                                        |
| Burghauner Tunnel           | Bahnstrecke Bebra–Fulda                    | 238 m         |                                                        |
| Großer Ittertunnel          | Bahnstrecke Warburg–Sarnau                 |               |                                                        |
| Kleiner Ittertunnel         | Bahnstrecke Warburg–Sarnau                 |               |                                                        |
| Wiesenfelder Tunnel         | Bahnstrecke Warburg–Sarnau                 |               |                                                        |
| Weilburger Tunnel           | Lahntalbahn                                |               |                                                        |
| Kirschhofener Tunnel        | Lahntalbahn                                |               |                                                        |
| Michelsberger Tunnel        | Lahntalbahn                                |               |                                                        |
| Schmidtskopftunnel          | Lahntalbahn                                |               |                                                        |
| Grävenecker Tunnel          | Lahntalbahn                                |               |                                                        |
| Villmarer Tunnel            | Lahntalbahn                                |               |                                                        |
| Ennericher Tunnel           | Lahntalbahn                                |               |                                                        |
| Hönebachtunnel              | Bahnstrecke Halle–Bebra                    |               |                                                        |
| Zierenberger Tunnel         | Bahnstrecke Volkmarsen–Vellmar-Obervellmar | 900 m         |                                                        |
| Eppsteiner Tunnel           | Main-Lahn-Bahn                             | 339 m         |                                                        |
| Lohbergtunnel               | Schnellfahrstrecke Hannover–Würzburg       | 1.072 m       |                                                        |
| Rengershausener Tunnel      | Schnellfahrstrecke Hannover–Würzburg       | 1.592 m       |                                                        |
| Dörnhagentunnel             | Schnellfahrstrecke Hannover–Würzburg       | 739 m         |                                                        |
| Kehrenbergtunnel            | Schnellfahrstrecke Hannover–Würzburg       | 2.400 m       |                                                        |
| Erbelbergtunnel             | Schnellfahrstrecke Hannover–Würzburg       | 228 m         |                                                        |
| Hainbuchtunnel              | Schnellfahrstrecke Hannover–Würzburg       | 1.520 m       |                                                        |
| Kaiserautunnel              | Schnellfahrstrecke Hannover–Würzburg       | 1.861 m       |                                                        |
| Weltkugeltunnel             | Schnellfahrstrecke Hannover–Würzburg       | 1.641 m       |                                                        |
| Wildsbergtunnel             | Schnellfahrstrecke Hannover–Würzburg       | 2.708 m       |                                                        |
| Sengebergtunnel             | Schnellfahrstrecke Hannover–Würzburg       | 2.807 m       |                                                        |
| Schalkenbergtunnel          | Schnellfahrstrecke Hannover–Würzburg       | 2.834 m       |                                                        |
| Hainrodetunnel              | Schnellfahrstrecke Hannover–Würzburg       | 5.370 m       |                                                        |
| Mühlbachtunnel              | Schnellfahrstrecke Hannover–Würzburg       | 1.697 m       |                                                        |
| Schmittebergtunnel          | Schnellfahrstrecke Hannover–Würzburg       | 321 m         |                                                        |
| Kalter-Sand-Tunnel          | Schnellfahrstrecke Hannover–Würzburg       | 1.043 m       |                                                        |
| Schickebergtunnel           | Schnellfahrstrecke Hannover–Würzburg       | 1.517 m       |                                                        |
| Krämerskuppetunnel          | Schnellfahrstrecke Hannover–Würzburg       | 838 m         |                                                        |
| Kirchheimtunnel             | Schnellfahrstrecke Hannover–Würzburg       | 3.820 m       |                                                        |
| Hattenbergtunnel            | Schnellfahrstrecke Hannover–Würzburg       | 444 m         |                                                        |
| Warteküppeltunnel           | Schnellfahrstrecke Hannover–Würzburg       | 835 m         |                                                        |
| Richthoftunnel              | Schnellfahrstrecke Hannover–Würzburg       | 3.510 m       |                                                        |
| Dornbuschtunnel             | Schnellfahrstrecke Hannover–Würzburg       | 554 m         |                                                        |
| Witzelhöhetunnel            | Schnellfahrstrecke Hannover–Würzburg       | 796 m         |                                                        |
| Eichbergtunnel              | Schnellfahrstrecke Hannover–Würzburg       | 976 m         |                                                        |
| Dietershantunnel            | Schnellfahrstrecke Hannover–Würzburg       | 7.375 m       |                                                        |
| Sulzhoftunnel               | Schnellfahrstrecke Hannover–Würzburg       | 714 m         |                                                        |
| Hartbergtunnel              | Schnellfahrstrecke Hannover–Würzburg       | 762 m         |                                                        |
| Kalbachtunnel               | Schnellfahrstrecke Hannover–Würzburg       | 1.298 m       |                                                        |
| Bornhecketunnel             | Schnellfahrstrecke Hannover–Würzburg       | 753 m         |                                                        |
| Landrückentunnel            | Schnellfahrstrecke Hannover–Würzburg       | 10.779        | längster Eisenbahntunnel Deutschlands                  |
| Schwarzenfelstunnel         | Schnellfahrstrecke Hannover–Würzburg       | 2.120 m       |                                                        |

### Andere
| Name                          | Länge   | Anmerkungen                                                              | Tunnelart     |
| ----------------------------- | ------- | ------------------------------------------------------------------------ | ------------- |
| Milseburgtunnel               | 1.172 m |                                                                          | Radtunnel     |
| Weilburger Schifffahrtstunnel | 195 m   | Ältester und längster heute noch befahrbare Schiffstunnel in Deutschland | Schiffstunnel |
| U-Bahn Frankfurt              | 65 km   |                                                                          | U-Bahn-Tunnel |
| U-Bahnhof Hauptbahnhof        |         |                                                                          | U-Bahn-tunnel |

## Mecklenburg-Vorpommern

### Straßentunnel
| Name         | Länge |
| ------------ | ----- |
| Warnowtunnel | 790 m |

## Niedersachsen

### Straßentunnel
| Name                                               | Länge   |
| -------------------------------------------------- | ------- |
| Butterbergtunnel                                   | 393 m   |
| Emstunnel                                          | 945 m   |
| Hasselkopftunnel                                   | 220 m   |
| Heidkopftunnel auch „Tunnel der Deutschen Einheit“ | 1.724 m |
| Wesertunnel                                        | 1.600 m |

### Eisenbahntunnel
| Name                | Bahnstrecke                          | Länge    | Anmerkungen                                |
| ------------------- | ------------------------------------ | -------- | ------------------------------------------ |
| Naenser Tunnel      | Bahnstrecke Altenbeken–Kreiensen     | 884 m    |                                            |
| Ippenser Tunnel     | Bahnstrecke Altenbeken–Kreiensen     |          |                                            |
| Ertinghäuser Tunnel | Sollingbahn                          |          |                                            |
| Wahmbecker Tunnel   | Sollingbahn                          |          |                                            |
| Walkenrieder Tunnel | Südharzstrecke                       |          |                                            |
| Escherbergtunnel    | Schnellfahrstrecke Hannover–Würzburg | 3.687 m  |                                            |
| Eichenbergtunnel    | Schnellfahrstrecke Hannover–Würzburg | 1.157 m  |                                            |
| Eggebergtunnel      | Schnellfahrstrecke Hannover–Würzburg | 332 m    |                                            |
| Riesbergtunnel      | Schnellfahrstrecke Hannover–Würzburg | 1.322 m  |                                            |
| Hellebergtunnel     | Schnellfahrstrecke Hannover–Würzburg | 1.641 m  |                                            |
| Wadenbergtunnel     | Schnellfahrstrecke Hannover–Würzburg | 420 m    |                                            |
| Hopfenbergtunnel    | Schnellfahrstrecke Hannover–Würzburg | 728 m    |                                            |
| Sohlbergtunnel      | Schnellfahrstrecke Hannover–Würzburg | 1.729 m  |                                            |
| Kriebergtunnel      | Schnellfahrstrecke Hannover–Würzburg | 2.994 m  |                                            |
| Leinebuschtunnel    | Schnellfahrstrecke Hannover–Würzburg | 1.740 m  |                                            |
| Endelskamptunnel    | Schnellfahrstrecke Hannover–Würzburg | 673 m    |                                            |
| Mackenrodttunnel    | Schnellfahrstrecke Hannover–Würzburg | 849 m    |                                            |
| Rauhebergtunnel     | Schnellfahrstrecke Hannover–Würzburg | 5.210 m  |                                            |
| Mündener Tunnel     | Schnellfahrstrecke Hannover–Würzburg | 10.525 m | Zweitlängster Eisenbahntunnel Deutschlands |
| Mühlenkopftunnel    | Schnellfahrstrecke Hannover–Würzburg | 1.345    |                                            |

## Nordrhein-Westfalen

### Straßentunnel
| Name                                 | Länge           | Anmerkungen    |
| ------------------------------------ | --------------- | -------------- |
| Arnsberg Altstadttunnel              |                 |                |
| Bad Godesberger Tunnel               | ca. 2 km        |                |
| Burgholztunnel                       | 1.865 m         |                |
| Flughafentunnel (Düsseldorf)         | 1.070 m         |                |
| Kiesbergtunnel                       | 955 m und 855 m |                |
| Kruiner Tunnel                       | 90 m            |                |
| Nord-Süd-Tunnel (Düsseldorf)         |                 |                |
| Rheinalleetunnel                     | 650 m           |                |
| Rheinufertunnel (Düsseldorf)         | 1.928 m         |                |
| Rheinufertunnel (Köln)               | 560 m           |                |
| Ruhrschnellweg-Tunnel                | 1.005 m         |                |
| Tunnel Berghofen                     | 1.310 m         |                |
| Tunnel Wersten                       | 865 m           |                |
| Universitätstunnel                   | 1.026 m         |                |
| Weserauentunnel                      | 1.733 m         |                |
| Tunnel der Hüttentalstraße in Siegen |                 | mehrere Tunnel |

#### Tempolimit
Inzwischen hat auch Nordrhein-Westfalen begonnen, in einigen neuen bzw. generalsanierten doppelröhrigen Straßentunneln auf den Autobahnen das Tempolimit von 80 auf 100 km/h zu erhöhen. So ist z. B. der Tunnel Strümp im Verlauf der A 44 bereits auf 100 km/h hochgestuft worden.

### Eisenbahntunnel
| Tunnel                              | Strecke                                        | Eröffnung | Länge (m) | Bemerkung                                        |
| ----------------------------------- | ---------------------------------------------- | --------- | --------- | ------------------------------------------------ |
| Aegidienbergtunnel                  | Schnellfahrstrecke Köln–Rhein/Main             | 2002      | 1240      |                                                  |
| Binolener Tunnel                    | Hönnetalbahn                                   | 1912      | 277       |                                                  |
| Büchener Tunnel                     | Bahnstrecke Solingen–Remscheid                 | 1895      | 105       |                                                  |
| Alter Buschtunnel                   | Bahnstrecke Liège–Aachen                       | 1843      | 691       | 1966 elektrifiziert, von 2009 bis 2011 saniert   |
| Neuer Buschtunnel                   | Bahnstrecke Liège–Aachen                       | 2007      | 711       |                                                  |
| Dorp-Tunnel                         | Bahnstrecke Düsseldorf-Derendorf–Dortmund Süd  | 1879      | 488       | 1999 stillgelegt                                 |
| Eggetunnel                          | Bahnstrecke Hamm–Warburg                       | 2003      | 2880      |                                                  |
| Eilendorfer Tunnel                  | Schnellfahrstrecke Köln–Aachen                 | 1966      | 357       | entstanden aus dem 1841 eröffneten Nirmer Tunnel |
| Ender Tunnel                        | Bahnstrecke Düsseldorf-Derendorf–Dortmund Süd  | 1871      | 944       |                                                  |
| Flugfeld-Tunnel (Düsseldorf)        | Bahnstrecke Köln–Duisburg                      | 1969      | 800       |                                                  |
| Flughafentunnel (Köln)              | Flughafenschleife Köln                         | 2004      | 4210      |                                                  |
| Gemmenicher Tunnel                  | Montzenroute                                   | 1872      | 870       | von 1989 bis 1991 saniert, 2008 elektrifiziert   |
| Goldbergtunnel                      | Volmetalbahn                                   | 1910      | 2200      |                                                  |
| Heinsberger Tunnel                  | Bahnstrecke Altenhundem–Birkelbach             | 1913      | 1303      | 1945 stillgelegt                                 |
| Hoffnungsthaler Tunnel              | Bahnstrecke Köln-Kalk–Overath                  | 1910      | 1087      |                                                  |
| Höseler Tunnel                      | Ruhrtalbahn                                    | 1876      | 327       |                                                  |
| Ichenberger Tunnel                  | Schnellfahrstrecke Köln–Aachen                 | 1841      | 95        | von 1964 bis 1966 saniert und elektrifiziert     |
| Ittenbachtunnel                     | Schnellfahrstrecke Köln–Rhein/Main             | 2002      | 1145      |                                                  |
| Köln-Chorweiler Tunnel              | Linksniederrheinische Strecke                  | 1975      | 2238      |                                                  |
| Königsdorfer Tunnel                 | Schnellfahrstrecke Köln–Aachen                 | 1841      | 1623      | 1954 abgetragen                                  |
| Kruiner Tunnel                      | Ennepetalbahn                                  | 1847      | 89        | Straßen- und Eisenbahntunnel                     |
| Lengericher Tunnel                  | Bahnstrecke Wanne-Eickel–Hamburg               |           | 581       |                                                  |
| Nirmer Tunnel                       | Schnellfahrstrecke Köln–Aachen                 | 1841      | 125       | von 1964 bis 1966 neugebaut und elektrifiziert   |
| Reelser Tunnel                      | Bahnstrecke Altenbeken–Kreiensen               |           | 246       |                                                  |
| Rehbergtunnel                       | Bahnstrecke Altenbeken–Kreiensen               | 1864      | 1632      |                                                  |
| Rottbitzetunnel                     | Schnellfahrstrecke Köln–Rhein/Main             | 2002      | 990       |                                                  |
| Rott-Tunnel                         | Bahnstrecke Düsseldorf-Derendorf–Dortmund Süd  | 1879      | 351       | 1999 stillgelegt                                 |
| Rudersdorfer Tunnel                 | Dillstrecke                                    | 1915      | 2652      |                                                  |
| Scheetunnel                         | Bahnstrecke Wuppertal-Wichlinghausen–Hattingen | 1884      | 722       | 1988 stillgelegt                                 |
| Schloss-Röttgen-Tunnel              | Flughafenschleife Köln                         | 2004      | 1047      |                                                  |
| Schulenbergtunnel                   | Bahnstrecke Wuppertal-Wichlinghausen–Hattingen | 1884      | 195       | 1984 stillgelegt, seit 2008 Radweg               |
| Siegauen-Tunnel                     | Schnellfahrstrecke Köln–Rhein/Main             | 2002      | 2502      |                                                  |
| Sieseler Tunnel                     | Ruhr-Sieg-Strecke                              | 1861      | 95        |                                                  |
| Sirrenbergtunnel                    | Kleinbahn Bossel–Blankenstein                  | 1910      | 36        | 1966 stillgelegt, begehbar                       |
| Staufenplatz-Tunnel                 | Bahnstrecke Mülheim-Speldorf–Troisdorf         | 1983      | 2053      |                                                  |
| Tesch-Tunnel                        | Bahnstrecke Düsseldorf-Derendorf–Dortmund Süd  | 1879      | 523       | 1999 stillgelegt                                 |
| Tunnel Troisdorf                    | Schnellfahrstrecke Köln–Rhein/Main             | 2002      | 627       |                                                  |
| Uhlhaustunnel                       | Bahnstrecke Mönchengladbach–Stolberg           | 2009      | 285       |                                                  |
| Uhu-Tunnel                          | Hönnetalbahn                                   | 1912      | 117       |                                                  |
| Wegeringhausener Tunnel             | Bahnstrecke Siegburg–Olpe                      | 1903      | 724       | 1979 stillgelegt                                 |
| Tunnel im Stadtgebiet von Wuppertal |                                                |           |           |                                                  |

### Fußgängertunnel
| Name                | Länge | Ort       |
| ------------------- | ----- | --------- |
| Schlagbaum-Tunnel   | 109 m | Solingen  |
| Rabbasol-Tunnel     | 35 m  | Solingen  |
| Bahnhofstunnel      | 100 m | Remscheid |
| Tunnel am Ämterhaus | 30 m  | Remscheid |

## Rheinland-Pfalz

### Straßentunnel
| Name                   | Straße | Länge              | Ort                |
| ---------------------- | ------ | ------------------ | ------------------ |
| Malbergtunnel          | B 260  | 1.600 m            | Bad Ems            |
| Staufer-Tunnel         | B 10   | 1.038 m            | Sarnstall          |
| Hörnchenbergtunnel     | A 62   | 512 + 536 m        | Landstuhl          |
| Barbarossa-Tunnel      | B 10   | 616 m              | Annweiler          |
| Ditschardt-Tunnel      | B 257  | 565 m              | Altenahr           |
| Burgberg-Tunnel        | K 101  | 560 m              | Bernkastel-Kues    |
| Fehrbach-Tunnel        | B 10   | 250 + 230 m        | Pirmasens          |
| Apollo-Tunnel          | L 103  | 441 m              | Bad Bertrich       |
| Löwenherz-Tunnel       | B 10   | 895 m              | bei Annweiler      |
| Siegkreisel-Tunnel     | B 62   | 378 m              | bei Betzdorf       |
| Geisenberg-Tunnel      | B 417  | 335 m              | bei Diez           |
| Altenberg-Tunnel       | B 41   | 319 m              | bei Idar-Oberstein |
| Kostenfels-Tunnel      | B 10   | 304 m              | bei Rinntal        |
| Glockenbergtunnel      | B 49   | 265 m              | bei Koblenz        |
| Queichheimer Tunnel    | A 65   | 110 m              | bei Landau         |
| Lingenberg-Tunnel      | B 257  | 212 m              | bei Altenahr       |
| Diana-Tunnel           | L 103  | 193 m              | bei Bad Bertrich   |
| Laurentius-Tunnel      | B 407  | 185 m              | bei Saarburg       |
| Hellberg-Tunnel        | B 41   | 161 m              | bei Kirn (Nahe)    |
| Übigs-Tunnel           | B 257  | 94 m               | bei Altenahr       |
| Lindenbach-Tunnel      | B 260  | 93 m               | bei Bad Ems        |
| Lahneck-Tunnel         | B 42   | 86 m; Nordportal ⊙ | bei Lahnstein      |
| Engelslay-Tunnel       | B 267  | 69 m               | in Altenahr        |
| Altstadt-Tunnel        | L 132  | 55 m               | in Saarburg        |
| Mainzer Autobahntunnel | A 60   | 357 m              | bei Mainz          |

### Eisenbahntunnel
| Name                       | Bahnstrecke                            | Länge               | Besonderheiten    |
| -------------------------- | -------------------------------------- | ------------------- | ----------------- |
| Kaiser-Wilhelm-Tunnel      | Moselstrecke                           | 4.205 m             |                   |
| Wilsecker Tunnel           | Eifelbahn                              | 1.268 m             |                   |
| Horchheimer Tunnel         | Rechte Rheinstrecke                    | 576 m               |                   |
| Loreley Tunnel             | Rechte Rheinstrecke                    | 368/417 m           |                   |
| Roßsteintunnel             | Rechte Rheinstrecke                    | 378/457 m           |                   |
| Mainzer Eisenbahntunnel    | Mainzer Hauptbahnhof                   | 655 m/240 m/1.297 m | drei Einzeltunnel |
| Marienthaler Tunnel        | Bahnstrecke Engers–Au                  | 1.050 m             |                   |
| Altenhof-Tunnel            | Alsenztalbahn                          | 436 m               |                   |
| Kupferschmelz-Tunnel       | Alsenztalbahn                          | 82 m                |                   |
| Imsweiler-Tunnel           | Alsenztalbahn                          | 373 m               |                   |
| Alsenz-Tunnel              | Alsenztalbahn                          | 283 m               |                   |
| Schützenkanzel-Tunnel      | Bahnstrecke Kaiserslautern–Enkenbach   | 57 m                |                   |
| Saffenburger Tunnel        | Ahrtalbahn                             | 219 m               |                   |
| Laacher Tunnel             | Ahrtalbahn                             | 384 m               |                   |
| Reimerzhover Tunnel        | Ahrtalbahn                             | 156 m               |                   |
| Krähardt Tunnel            | Ahrtalbahn                             | 89 m                |                   |
| Engelslay Tunnel           | Ahrtalbahn                             | 66 m                |                   |
| Tunnel Scheidtwald         | Bahnstrecke Heimbach (Nahe)–Baumholder | 621 m               |                   |
| Wolfsberg-Tunnel           | Bahnstrecke Mannheim–Saarbrücken       | 320 m               |                   |
| Lichtensteiner Kopf-Tunnel | Bahnstrecke Mannheim–Saarbrücken       | 92 m                |                   |
| Retschbach-Tunnel          | Bahnstrecke Mannheim–Saarbrücken       | 196 m               |                   |
| Schönberg-Langeck-Tunnel   | Bahnstrecke Mannheim–Saarbrücken       | 366 m               |                   |
| Mainzer Berg-Tunnel        | Bahnstrecke Mannheim–Saarbrücken       | 212 m               |                   |
| Gipp-Tunnel                | Bahnstrecke Mannheim–Saarbrücken       | 217 m               |                   |
| Köpfle-Tunnel              | Bahnstrecke Mannheim–Saarbrücken       | 158 m               |                   |
| Eisenkehl-Tunnel           | Bahnstrecke Mannheim–Saarbrücken       | 65 m                |                   |
| Kehre-Tunnel               | Bahnstrecke Mannheim–Saarbrücken       | 302 m               |                   |
| Schlossberg-Tunnel         | Bahnstrecke Mannheim–Saarbrücken       | 208 m               |                   |
| Franzosenwoog-Tunnel       | Bahnstrecke Mannheim–Saarbrücken       | 79 m                |                   |
| Heiligenberg-Tunnel        | Bahnstrecke Mannheim–Saarbrücken       | 1.347 m             |                   |

## Saarland

### Straßentunnel
| Name                  | Länge |
| --------------------- | ----- |
| Tunnel Pellinger Berg | 596 m |

Eine Nachrüstung gemäß RABT 2006 ist noch nicht erfolgt.

### Eisenbahntunnel
| Name                   | Bahnstrecke                   | Länge   | Anmerkungen               |
| ---------------------- | ----------------------------- | ------- | ------------------------- |
| Mettlacher Tunnel      | Saarstrecke                   | 1.196 m |                           |
| Merchweiler Tunnel     |                               | 624 m   |                           |
| Bildstocktunnel        |                               | 341 m   | steht unter Denkmalschutz |
| Wiebelskircher Tunnel  |                               | 313 m   |                           |
| Tunnel Slaverie        |                               | 320 m   | abgetragen                |
| Tunnel A1              | Hochwaldbahn                  | 135 m   | stillgelegt               |
| Bierfelder Tunnel      | Hochwaldbahn                  | 260 m   | stillgelegt               |
| Schwarzenbacher Tunnel | Hochwaldbahn                  | 81 m    | abgetragen                |
| Schanzenbergtunnel     |                               | 248 m   |                           |
| Wehrdener Tunnel       | Rosseltalbahn                 | 104 m   | teilweise stillgelegt     |
| Niedaltdorfer Tunnel   |                               | 180 m   | abgetragen                |
| Silwinger Tunnel       |                               | 1.715 m | stillgelegt               |
| Varustunnel            |                               | 435 m   | stillgelegt               |
| Hasseler Tunnel        | Würzbachbahn                  | 507 m   | stillgelegt               |
| Heidstock-Tunnel       | Bahnstrecke Lebach–Völklingen | 192 m   | stillgelegt               |
| Spitzeichtunnel        | Bahnstrecke Lebach–Völklingen | 476 m   |                           |

## Sachsen

### Straßentunnel
| Name                        | Länger    | Besonderheiten                        |
| --------------------------- | --------- | ------------------------------------- |
| Tunnel Königshainer Berge   | 3.300 m   |                                       |
| Tunnel Coschütz             | 2.332 m   |                                       |
| Schottenbergtunnel Meißen   | 719 m     | mit 5 % steilster Tunnel Deutschlands |
| Tunnel Dölzschen            | 1.070 m   |                                       |
| Bramschtunnel Dresden       | ca. 660 m |                                       |
| Tunnel Wiener Platz Dresden | ca. 480 m |                                       |
| B 93-Tunnel Zwickau         | 380 m     |                                       |
| Tunnel Altfranken           | 345 m     |                                       |
| Tunnel Plauenscher Grund    | 122 m     |                                       |
| Waldschlößchentunnel        |           |                                       |

## Sachsen-Anhalt

### Eisenbahntunnel
| Name                         | Länge   | Anmerkungen |
| ---------------------------- | ------- | ----------- |
| Finnetunnel                  | 6.970 m |             |
| Bibratunnel                  | 6.466 m |             |
| Osterbergtunnel              | 2.082 m |             |
| Blankenheimer Tunnel         | 875 m   |             |
| Bielsteintunnel              | 466 m   | stillgelegt |
| S-Bahn-Tunnel Halle-Neustadt | 454 m   |             |
| Bismarcktunnel               | 187 m   | stillgelegt |
| Thumkuhlenkopftunnel         | 58 m    |             |

### Straßentunnel
| Name                             | Länge          | Ort                 |
| -------------------------------- | -------------- | ------------------- |
| Tunnel am Askanischen Platz      | 451 m          | Magdeburg           |
| Tunnel am Universitätsplatz      | 350 m          | Magdeburg           |
| Tunnel am Hauptbahnhof Magdeburg | 353 bzw. 323 m | Magdeburg           |
| Tunnel an der Rappbodetalsperre  | 219 m          | Oberharz am Brocken |

## Schleswig-Holstein

### Straßentunnel
| Name                  | Länge |
| --------------------- | ----- |
| Kanaltunnel Rendsburg | 640 m |
| Herrentunnel          | 866 m |
| Tunnel A20 Moisling   | 120 m |

## Thüringen

### Straßentunnel
Siehe: Liste der Straßentunnel in Thüringen

### Eisenbahntunnel
Siehe: Liste der Eisenbahntunnel in Thüringen